# 格尼斯坦体育会
格尼斯坦体育会（瑞典語：Idrottsföreningen Gnistan）是一家位于芬兰赫尔辛基奥伦屈莱区的足球俱乐部，该俱乐部成立于1924年，当时奥伦屈莱还是一个单独的市镇。该俱乐部的男子足球队在2024年参加芬蘭足球超級聯賽，其主场为黑佩卡体育场。